# پلنگ هندوچینی
پلنگ هندوچینی (نام علمی: Panthera pardus delacouri) نام یک زیرگونه از سرده پلنگ‌مانندها است. از انواع پلنگ، پلنگ هندوچینی (Panthera pardus delacouri)، بومی جنوب چین و جنوب شرقی قاره آسیا است. مانند بسیاری دیگر از حیوانات وحشی منطقه، پلنگ هندوچینی به دلیل از بین رفتن زیستگاه‌‌ها و شکار غیرقانونی تجارت حیات‌وحش با تهدیداتی روبرو است.
بعلاوه شکار غیرمجاز آن برای صادرات به دیگر نقاط باعث کاهش جمعیت این پلنگ شده است. به ندرت امکان دارد که پلنگ هندوچین خارج از مناطق حفاظت شده دیده شود. این گربه‌سان در کشورهای میانمار، تایلند، مالزی، لائوس، کامبوج، ویتنام و جنوب چین زندگی می‌کند. البته در جنوب چین حضور محسوس‌تری دارد. جمعیت این گونه بین سال‌های ۱۹۴۰ تا ۱۹۸۰ میلادی کاهش شدیدی پیدا کرد اما از سال ۱۹۹۶ طرح‌هایی برای نگهداری آنها در نظر گرفته شد.